# Spray (Oregon)
Spray è una città degli Stati Uniti d'America situata nell'Oregon, nella Contea di Wheeler.